# بيم (المغرب)
 بيم  شركة مغرببة ظهرت سنة 2010، متخصصة في سوبرماركت القرب، ويوجد الآن حوالي 395 محل موزع على مدن المغرب الكبرى، و كما تأمل الوصول إلى 1000 محل قبل مطلع 2020.